# .yu
.yu е интернет домейн от първо ниво за Югославия. Администриран е от асоциация YUNET. През септември 2006 ISO предлага .rs за Сърбия и .me за Черна гора. На 26 септември 2006 Агенцията за поддръжка ISO 3166 се съгласява на промяната на ISO 3166-1 Alpha-2 код CS на RS. Домейнът .yu е изтрит на 30 септември 2009.